# 찰스 오리어
찰스 오리어(Charles O'Rear, 1941년 11월 26일 ~ )는 미국의 사진가이자 작가로, 마이크로소프트의 윈도우 XP 운영 체제의 기본 배경 화면인 블리스를 촬영한 것으로 유명하며, 1971년부터 1995년까지 내셔널 지오그래픽 (잡지)의 사진가로 활동했다.
오리어는 버틀러 (미주리주)에서 태어나 어린 나이에 사진에 관심을 갖게 되었다. 그는 버틀러 데일리 데모크라트에서 경력을 시작했으며, 이후 엠포리아 가제트, 캔자스시티 스타, 로스앤젤레스 타임스 신문사에서 사진가로 일했다. 그 후 뉴욕 타임스와 웨스턴 항공의 프리랜서로 활동했다. 오리어는 1970년대 환경보호청의 도큐메리카 프로젝트에 참여하여 가장 많은 사진을 찍은 것으로 알려져 있다. 그는 1971년 내셔널 지오그래픽에 고용되어 고의식파, 나파 밸리, 그리고 다양한 국제적인 이야기를 다루었다. 그는 1995년까지 이 잡지에서 일했으며, 표지에 등장한 유일한 사진가이다.
1978년 나파 밸리 임무를 마친 후, 오리어는 와인 사진에 관심을 갖게 되었고, 세인트헬레나 (캘리포니아주)로 이주하여 1980년 로스앤젤레스에 본사를 둔 스톡 사진 에이전시 웨스트라이트를 설립했다. 1996년 1월, 그는 소노마군 남부의 낮 시간 하늘에 펼쳐진 푸른 구릉과 권운을 담은 스톡 사진을 촬영했다. 빌 게이츠의 코비스가 웨스트라이트를 인수한 후, 오리어는 마이크로소프트로부터 사진의 완전한 권리를 구매하겠다는 제안을 받았고, 마이크로소프트는 이를 블리스로 이름을 바꾸고 윈도우 XP의 기본 배경 화면으로 선택했다. 언론인들은 이 사진이 역사상 가장 많이 본 사진일 것으로 추측하고 있다. 오리어는 아내 대프니 라킨과 함께 커피 테이블 북과 와인 및 포도원에 관한 책을 저술하며 나파 밸리를 계속해서 다루었다. 부부는 2017년 브레바드 (노스캐롤라이나주)로 이주했으며, 2020년에는 오리어가 은퇴했다.

## 초기 생애
찰스 오리어는 1941년 11월 26일 버틀러 (미주리주)에서 태어났다. 그의 어머니는 휴먼스빌 토박이로, 언론인이자 가정경제학자, 사회복지사였다. 오리어는 고향에서 자랐고, 어린 시절 비행기에 관심을 가졌으며, 16세에 조종사 면허를 취득했다. 초등 교육을 받는 동안 오리어는 1952년 셔플보드 대회에 참가했으며, 1955년 베이츠 카운티 데모크라트지에 첫 신문 기사를 기고했다. 또한 버틀러 고등학교를 대표하여 스포츠 기자로도 활동했다. 그는 1959년 학교를 졸업하고, 1960년대에는 당시 캔자스 주립 사범 대학으로 알려진 엠포리아 주립 대학교에 재학했다.

## 사진 경력
그의 경력 동안 오리어는 미국 50개 주 전체와 30개국에서 사진을 촬영했다. 그의 사진 대부분은 흑백 필름 카메라로 촬영되었지만, 2014년에는 디지털 카메라 사용을 옹호했다. 오리어는 저명한 잡지 사진가들의 모임인 '더 포토 소사이어티'의 회원이다.

### 초기 경력

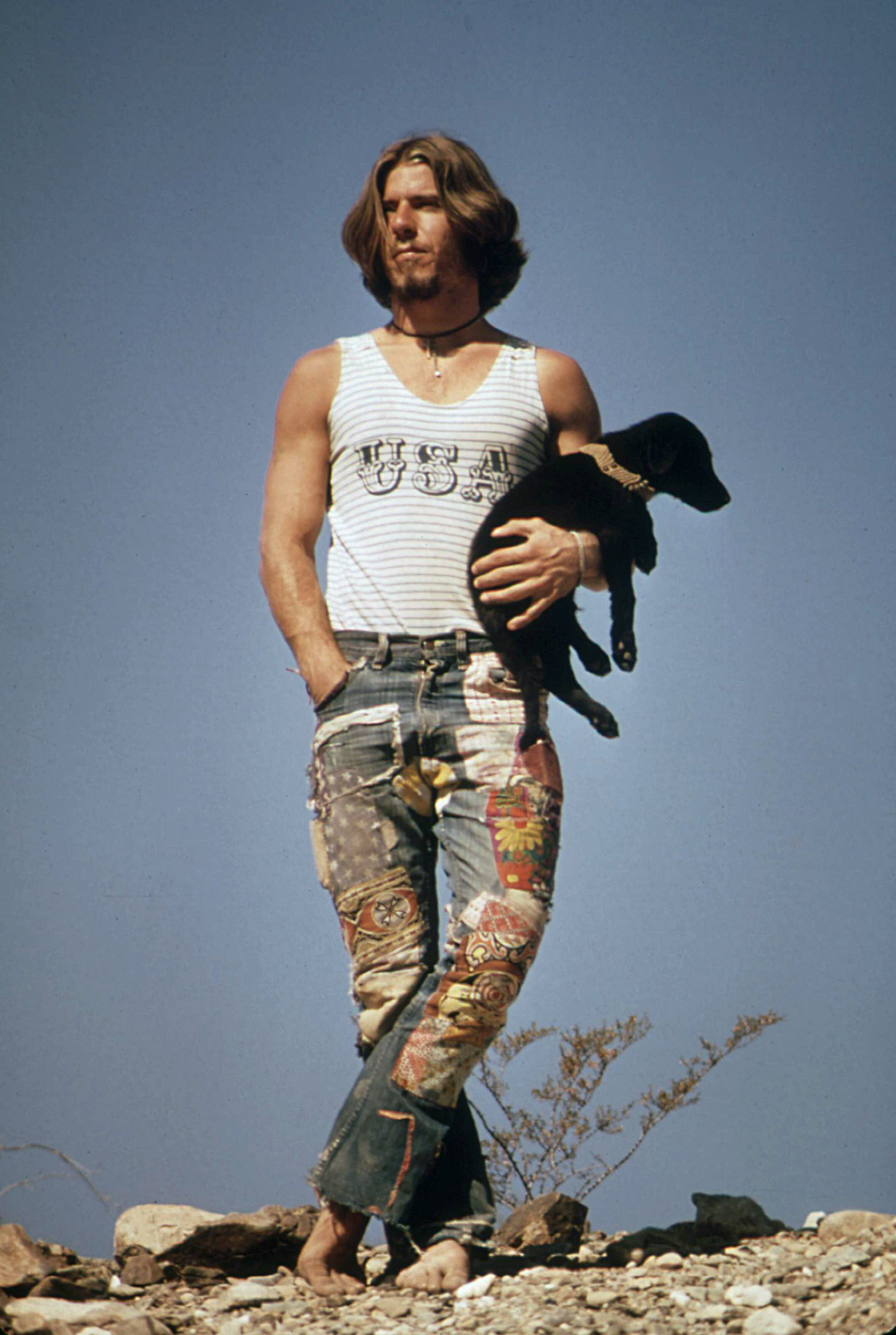
'개와 함께 히치하이커'는 오리어가 도큐메리카 프로젝트의 일환으로 찍은 사진 중 하나이다.

오리어는 10살 때 코닥 브라우니 카메라를 얻었을 때부터 사진에 관심을 가졌다. 그는 버틀러 데일리 데모크라트의 스포츠 기자로 사진 경력을 시작했다. 1960년, 그는 일간지 엠포리아 가제트에 사진가로 입사했으며, 이 시기에 1961년 월드 북 백과사전이 오리어의 캔자스주 사진 중 하나를 "올해의 사진"으로 선정했다. 1년 뒤인 1962년, 오리어는 캔자스시티 스타에 기자 겸 사진가로 합류했다. 캔자스시티 스타에서 그는 사회와 정치에 관한 기사를 다루었으며, 타임으로부터 캔자스시티 사진가로 위촉되었다. 그의 역할은 점차 사진가로 바뀌었는데, 편집자들이 그의 글보다 사진에 더 만족했기 때문이다. 1966년, 그는 로스앤젤레스로 이주하여 로스앤젤레스 타임스의 전속 사진가로 합류했다. 그는 이 신문을 위해 첫 슈퍼볼 경기를 취재했지만, 1968년에 신문사를 떠나 프리랜서 사진가로 일하기 시작했다. 프리랜서 시절, 그는 뉴욕 타임스와 웨스턴 항공의 사진가로 고용되었다.
1972년부터 1977년까지 오리어는 환경보호청의 도큐메리카 프로젝트에 참여했다. 이 프로젝트는 빌 스트로드, 대니 라이언, 존 H. 화이트를 포함한 70명의 다른 사진가들과 함께 "1970년대 미국에서 환경 문제에 대한 주제를 사진으로 기록하는 것"을 목표로 했다. 오리어는 최종 도큐메리카 컬렉션에서 가장 많은 사진을 찍은 것으로 인정받고 있다. 그는 하와이 호놀룰루의 사진을 찍었으며, 네브래스카주, 라스베이거스, 애리조나주, 캘리포니아, 그리고 콜로라도강의 후버 댐을 촬영했다. 프롤로그의 C. 제리 시먼스는 오리어의 네브래스카 작업이 "미국 중서부의 영원한 스냅샷"이라고 평가했다. 그는 1972년 5월에 찍은 오리어의 '개와 함께 히치하이커' 사진이 도큐메리카 프로젝트에서 가장 인기 있는 사진 중 하나로 꼽혔다고 언급했다. 그의 자연 사진에 대해 역사학자 케일럽 웰럼은 오리어가 환경 파괴를 "미국 사회 미래에 대한 위협"으로 보여주었다고 언급했다.

### 내셔널 지오그래픽
내셔널 지오그래픽 (잡지)는 1971년 오리어를 고용하여 알래스카에 거주하는 러시아 동방 정교회 기독교인 집단인 고의식파의 삶을 기록하게 했다. 같은 해 후반에 잡지는 그를 나파 밸리로 보냈지만, 내셔널 지오그래픽이 당시 잡지에서 술을 다루지 않았기 때문에 그 임무는 중단되었다. 오리어는 내셔널 지오그래픽 편집자들이 나파 밸리가 포도원 지역이라는 것을 몰랐다고 말했다. 잡지는 그 대신 그에게 아카풀코, 멕시코에서의 임무를 맡겼다. 잡지가 와인을 다루기 시작하자, 그는 1978년 나파 밸리로 다시 보내져 포도원을 촬영했다. 나파 밸리에 있는 동안 오리어는 와인 제조사 로버트와 마그리트 몬다비와 인연을 맺었다. 그는 이 임무를 마친 후 와인 사진에 관심을 갖게 되었다.
오리어는 1980년대에 이 잡지로부터 국제적인 이야기를 다루는 임무를 맡았다. 이 시기에 그는 1984년 AAAS 과학 사진 콘테스트의 네 명의 수상자 중 한 명이었다. 그는 1985년 또 다른 임무를 위해 인도네시아로 여행했으며, 이 기간 동안 500롤의 필름을 사용하고 15,000장 이상의 사진을 찍었다. 오리어는 나중에 인도네시아, 프랑스, 터키에서 찍은 사진들이 가장 좋아하는 사진 중 일부라고 회상했다. 그는 또한 리비에라 (멕시코)와 캐나다, 시베리아에서 촬영하는 임무를 맡았다. 1993년, 오리어는 캘리포니아 세인트헬레나 (캘리포니아주)의 박테리아에 대한 이야기를 취재했다.
오리어는 1995년까지 내셔널 지오그래픽에서 일했다. 그는 이 잡지의 표지에 두 번 등장한 유일한 사진가이다. 1982년 실리콘 밸리의 마이크로칩 생산에 관한 "칩: 당신의 삶을 변화시키는 전자 미니 마블" 표지에 등장했으며, 1983년에는 항공기 조종사로 "새 인간" 표지에 등장했다. "새 인간" 사진은 노스다코타주에서 촬영되었다. 그는 둥지로 날아가는 사다새과를 찍기를 바랐지만 성공하지 못했다. 그는 또한 1982년 이야기 이후 자신의 사진으로 10만 달러 이상을 벌었다고 회상했다. 내셔널 지오그래픽과 함께 일하는 동안 그는 작은 스트로브를 사용하는 법을 배웠고, 샌타페이 사진 워크숍에서 이 주제를 가르쳤다.

### 블리스와 코비스
사진가들은 자신이 만든 사진으로 유명해지고 싶어 합니다. 저는 이 사진을 '만든' 것이 아닙니다. 단지 적절한 순간에 그곳에 있었고 그것을 기록했을 뿐입니다.
오리어는 1980년 사진가 크레이그 아르네스와 함께 로스앤젤레스에 본사를 둔 사진 에이전시 웨스트라이트를 공동 설립했다. 웨스트라이트는 구매 또는 대여할 수 있는 사진을 제공했다. 오리어는 마린군에 있는 여자친구 대프니 라킨을 방문하러 가는 길에 낮 시간 하늘에 펼쳐진 무성한 녹색 구릉과 권운을 찍었다. 이 사진은 1996년 1월에 촬영되었다. 그는 그날 폭풍이 지나가고 겨울비로 언덕이 푸르게 변했기 때문에 사진을 찍을 기회를 찾고 있었다고 회상했다.:{{{1}}} 그는 소노마 고속도로를 따라 121번 국도와 12번 국도가 교차하는 지점을 지나 소노마군 남부에 멈춰섰다. 오리어는 마미야 RZ67 중형 카메라와 후지필름의 벨비아 컬러 필름을 사용하여 사진을 찍었다.:{{{1}}} 이 사진이 어도비 포토샵과 같은 소프트웨어로 조작되거나 만들어졌다는 오해가 널리 퍼져 있었음에도 불구하고, 오리어는 사진을 디지털 방식으로 전혀 보정하거나 조작하지 않았다고 말했다.
오리어는 이 사진을 웨스트라이트를 통해 스톡 사진으로 제공했으며, 웨스트라이트는 1998년 5월 빌 게이츠의 코비스에 인수되었다. 이 사진의 초기 제목은 '전원적인 푸른 언덕'이었다. 인수 당시 웨스트라이트는 미국 최대의 스톡 사진 에이전시 중 하나로 평가되었다. 코비스는 이전에 1995년 부르고뉴 (옛 행정 구역)에서 열린 와인 경매를 촬영하기 위해 오리어를 고용했으며, 인수 후 웨스트라이트의 이미지를 디지털화했다. 마이크로소프트는 2000년 코비스를 통해 오리어에게 연락하여 사진의 모든 권리를 구매하고 싶다고 밝혔다.:{{{1}}} 오리어는 높은 가치 때문에 배송 서비스가 거부하여 직접 필름을 시애틀에 있는 마이크로소프트에 전달해야 했다. 내파 밸리 레지스터는 오리어가 "낮은 여섯 자리 숫자"를 받았다고 보도했다.:{{{1}}} 그는 기밀 유지 협약에 서명하여 정확한 금액을 공개할 수 없다. 마이크로소프트는 이 사진을 블리스로 이름을 바꾸고 윈도우 XP의 기본 배경 화면으로 선택했다. 그의 또 다른 사진인 윈도우 XP의 '붉은 달 사막'은 처음에 기본 배경 화면으로 고려되기도 했다.
블리스는 윈도우 XP 출시 이후 긍정적인 평가를 받았다. 디지털 카메라 월드의 한나 루크는 이 사진이 평화, 향수, 자연적인 매력의 은유가 되었다고 말했으며, KGO-TV의 웨인 프리드먼은 이를 앤설 애덤스의 모노리스 사진의 현대판이라고 불렀다. 윈도우 XP의 성공 덕분에, 블리스는 언론인들과 마이크로소프트에 의해 역사상 가장 많이 본 사진으로 추측되고 있다.:{{{1}}} 오리어는 이 사진이 전 세계적으로 10억 대의 컴퓨터에서 보였다고 추정했다. 소노마 매거진의 메그 맥코나헤이는 이 사진을 중심으로 컬트 팔로잉이 생겨났다고 말했다. 마이크로소프트는 윈도우 XP 출시 후 여러 프로모션에 블리스를 사용했으며, 특히 2021년에는 이 사진의 수정된 버전을 마이크로소프트 팀즈 배경으로 추가하고, 2023년 11월에는 한정판 홀리데이 스웨터에 이 사진을 선보였다.

### 블리스 이후
오리어는 블리스 이후에도 나파 밸리를 계속해서 다루며 여러 커피 테이블 북과 다양한 종류의 와인에 관한 책, 그리고 베링거 빈야드에 관한 책을 출판했다. 그는 또한 와인 사진에 전념하는 웹사이트를 개설했다. '나파 밸리: 땅, 와인, 사람들 (2011)'에서 오리어는 다양한 환경 조건의 포도원, 포도원 역사, 와이너리, 그리고 식당 및 여행에서의 와인의 존재를 다루었다. 그는 또한 와인이 포함된 맞춤형 차량 등록 번호판에 대해서도 논했다. 라킨은 산문을 써서 이 책에 기여했다. 이 책에는 또한 블리스 사진이 포함되어 있으며, 마이크로소프트는 오리어가 이 사진을 책에 포함시키는 것을 허락했다.
2017년, 오리어는 루프트한자에 고용되어 "미국의 새로운 각도" 프로젝트를 진행했다. 그는 마룬 벨스, 애리조나의 화이트 포켓, 유타주의 픽어부 슬롯을 촬영했다. 이 사진들은 휴대폰용 무료 배경화면으로 제공되었다. 2020년에는 오리어가 은퇴했다. 2023년 9월, 트랜실베이니아 타임스는 오리어의 경력 업적을 인정하여 그를 "이번 주의 트랜실베이니아인"으로 선정했다.

## 개인 생활
오리어는 척으로도 알려져 있다. 그는 세 번 결혼했으며, 첫 번째 부인 메리 라이트와 자녀 한 명을 두었다. 1961년 라이트와 또 다른 자녀를 가졌으나, 태어난 직후 사망했다. 나파 밸리에서 일하게 된 후, 오리어는 포도원에 관심을 갖게 되었고, 결국 1980년대에 캘리포니아 세인트헬레나 (캘리포니아주)로 이주했다. 그는 1989년 세인트헬레나에 집을 구입하기 전까지 아파트와 콘도미니엄에 살았다. 그곳에서 그는 언론인인 라킨을 만났고, 2001년 6월에 결혼했다. 그들은 함께 도서 출판사인 와인뷰 퍼블리싱을 소유하고 있다. 부부는 2017년 브레바드 (노스캐롤라이나주)로 이주했다. 그들의 취미는 하이킹과 수영이다.
오리어는 보전운동가이며 저렴한 주택을 옹호한다. 그는 또한 렌탈 항공기를 조종하는 것을 즐긴다. 그는 애플 제품 사용자이다.

## 저서 목록
오리어는 1989년부터 와인과 와인 지역에 관한 책을 쓰고, 제작하고, 사진을 찍었다. 그는 아내와 함께 '미국 전역의 와인 (2007)'과 '나파 밸리: 땅, 와인, 사람들 (2011)' 등 여러 책을 작업했으며, 디자이너 제니 배리C와도 협력했다. 로스앤젤레스 타임스의 댄 버거는 오리어의 1990년 나파 밸리 책에 대해 긍정적인 평가를 내리며 "역대 가장 멋진 커피 테이블 북 중 하나"라고 불렀다. 시카고 트리뷴의 앨프리드 보코버는 나파 밸리 팬들에게 이 책을 추천했다. 마이애미 헤럴드의 프레드 태스커는 '샤르도네: 전 세계의 사진' 책에 대해 긍정적인 평가를 내렸다.
- 《하이테크: 미래를 향한 창》 1판. 인터콘티넨털 출판. 1985. ISBN 978-962-276-001-1.
- 《나파 밸리: 포도밭과 와인의 땅》. 와인뷰 퍼블리싱. 1989. ISBN 978-0-9625227-2-7.
- 《나파 밸리》 1판. 콜린스 출판사. 1990. ISBN 978-0-00-215893-0.
- 《카베르네: 포도원에서 와인까지의 사진 여행》. 스미스마크. 1998. ISBN 978-0-7651-0791-6.
- 《샤르도네: 전 세계의 사진》. 스미스마크. 1999. ISBN 978-0-7651-1028-2.
- 《와인 컨트리: 캘리포니아의 나파 및 소노마 밸리》. 컴패스 아메리칸 가이드. 2000. ISBN 978-0-679-00434-9.
- 《나파 밸리: 땅, 와인, 사람들》 2판. 텐 스피드 프레스. 2001. ISBN 978-1-58008-322-5.
- 《와인 컨트리의 아름다운 와이너리》. 텐 스피드 프레스. 2004. ISBN 978-1-58008-640-0.
- 《와인 장소: 땅, 와인, 사람들》. 미첼 비즐리. 2005. ISBN 978-1-84533-112-2.
- 《캘리포니아 와인 컨트리》. 포더스 트래블 퍼블리케이션즈. 2007. ISBN 978-1-4000-1783-6.
- 《미국 전역의 와인: 사진 로드트립》. 와인뷰 퍼블리싱. 2007. ISBN 978-0-9625227-6-5.
- 《라인 하우스, 베링거 빈야드: 나파 밸리의 역사적인 부동산》. 와인뷰 퍼블리싱. 2009. ISBN 978-0-9625227-7-2.
- 《나파 밸리: 땅, 와인, 사람들》 3판. 와인뷰 퍼블리싱. 2011. ISBN 978-0-9625227-0-3.